# Glen Cochrane
Glen Cochrane (Kamloops, Canadá; 29 de enero de 1958-Kelowna, 13 de enero de 2024) fue un jugador de hockey sobre hielo canadiense que jugó diez temporadas con cuatro equipos en la NHL en la posición de defensa.

## Estadísticas
| 1974–75   | Merritt Centennials    | BCJHL     | 26  | 0  | 9  | 9  | 76   | —  | — | — | — | —  |
| 1974–75   | The Pass Red Devils    | AJHL      | 16  | 1  | 4  | 5  | 61   | —  | — | — | — | —  |
| 1975–76   | The Pass Red Devils    | AJHL      | 60  | 17 | 42 | 59 | 210  | —  | — | — | — | —  |
| 1975–76   | Calgary Centennials    | WCHL      | 6   | 0  | 0  | 0  | 0    | —  | — | — | — | —  |
| 1976–77   | Calgary Centennials    | WCHL      | 35  | 1  | 5  | 6  | 105  | —  | — | — | — | —  |
| 1976–77   | Pincher Creek Panthers | AJHL      | 3   | 2  | 1  | 3  | 17   | —  | — | — | — | —  |
| 1976–77   | Victoria Cougars       | WCHL      | 36  | 1  | 7  | 8  | 60   | 4  | 0 | 0 | 0 | 31 |
| 1977–78   | Victoria Cougars       | WCHL      | 72  | 7  | 40 | 47 | 311  | 13 | 1 | 5 | 6 | 51 |
| 1978–79   | Philadelphia Flyers    | NHL       | 1   | 0  | 0  | 0  | 0    | —  | — | — | — | —  |
| 1978–79   | Maine Mariners         | AHL       | 76  | 1  | 22 | 23 | 320  | 10 | 3 | 4 | 7 | 24 |
| 1979–80   | Maine Mariners         | AHL       | 77  | 1  | 11 | 12 | 269  | 8  | 2 | 0 | 2 | 83 |
| 1980–81   | Philadelphia Flyers    | NHL       | 31  | 1  | 8  | 9  | 219  | 6  | 1 | 1 | 2 | 18 |
| 1980–81   | Maine Mariners         | AHL       | 38  | 4  | 13 | 17 | 201  | —  | — | — | — | —  |
| 1981–82   | Philadelphia Flyers    | NHL       | 63  | 6  | 12 | 18 | 329  | 2  | 0 | 0 | 0 | 2  |
| 1982–83   | Philadelphia Flyers    | NHL       | 77  | 2  | 22 | 24 | 237  | 3  | 0 | 0 | 0 | 4  |
| 1983–84   | Philadelphia Flyers    | NHL       | 67  | 7  | 16 | 23 | 225  | —  | — | — | — | —  |
| 1984–85   | Philadelphia Flyers    | NHL       | 18  | 0  | 3  | 3  | 100  | —  | — | — | — | —  |
| 1984–85   | Hershey Bears          | AHL       | 9   | 0  | 8  | 8  | 35   | —  | — | — | — | —  |
| 1985–86   | Vancouver Canucks      | NHL       | 49  | 0  | 3  | 3  | 125  | 2  | 0 | 0 | 0 | 5  |
| 1986–87   | Vancouver Canucks      | NHL       | 14  | 0  | 0  | 0  | 52   | —  | — | — | — | —  |
| 1987–88   | Chicago Blackhawks     | NHL       | 73  | 1  | 8  | 9  | 204  | 5  | 0 | 0 | 0 | 2  |
| 1988–89   | Chicago Blackhawks     | NHL       | 6   | 0  | 0  | 0  | 13   | —  | — | — | — | —  |
| 1988–89   | Edmonton Oilers        | NHL       | 12  | 0  | 0  | 0  | 52   | —  | — | — | — | —  |
| Total NHL | Total NHL              | Total NHL | 411 | 17 | 72 | 89 | 1556 | 18 | 1 | 1 | 2 | 31 |

## Vida personal y muerte
Cochrane pasó a ser scout del Colorado Avalanche de 2001 a 2007 y del Anaheim Ducks del 2007 hasta su muerte. Fue diagnosticado con cáncer en 2023, enfermedad de la que moriría el 13 de enero de 2024 a los 65 años.